# Bruxelles Midi
Dworzec Południowy w Brukseli (fr. Bruxelles-Midi, hol. Brussel-Zuid) – największy dworzec kolejowy w Brukseli i zarazem w Belgii. Połączenia krajowe ze wszystkimi większymi miastami Belgii. Główny dworzec Belgii dla komunikacji międzynarodowej, połączenia m.in. z
- Paryżem, Lille, Lyonem, Marsylią, Tuluzą i Bordeaux (Francja)
- Hagą, Rotterdamem i Amsterdamem (Holandia)
- Akwizgranem, Kolonią, Berlinem i Frankfurtem nad Menem (Niemcy)
- Bazyleą (Szwajcaria)
- Londynem (Wielka Brytania) i Luksemburgiem.